# أدريان غونيي
أدريان غونيي (بالإسبانية: Adrien Goñi) (25 أغسطس 1988 في إسبانيا - ) هو لاعب كرة قدم إسباني في مركز الوسط. لعب مع أتلتيك بيلباو ب وأتلتيك بيلباو وسبورتنغ ماهونيس ونادي أموريبايتا ونادي أوريويلا ونادي باسكونيا ونادي جيرونا ويونيون ديبورتيفا لوغرينييس وLa Roda CF ‏.

## وصلات خارجية
- أدريان غونيي على موقع قاعدة بيانات كرة القدم.إي يو (الإنجليزية)
- أدريان غونيي على موقع Soccerway.com (الإنجليزية)